# Schloss Hart (Edling)
Das Schloss Hart liegt in Hart, einem Gemeindeteil der Gemeinde Edling, im oberbayerischen Landkreis Rosenheim. Hart liegt etwa 20 km östlich von Ebersberg und etwa 15 km westlich von Wasserburg am Inn. Es ist unter der Aktennummer D-1-87-124-17 als Baudenkmal verzeichnet. „Untertägige frühneuzeitliche Befunde im Bereich von Schloss Hart“ werden zudem als Bodendenkmal unter der Aktennummer D-1-7938-0111 geführt.

## Geschichte

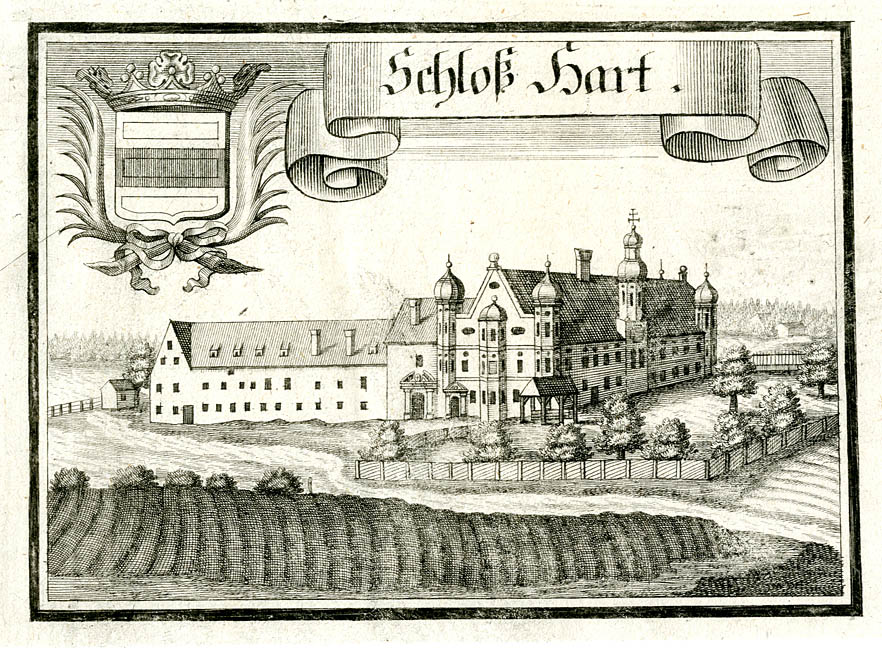
Schloß Hart auf einem Stich von Michael Wening (1726)

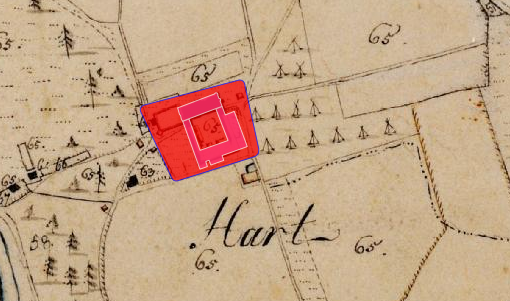
Lageplan von Schloss Hart (Edling) auf dem Urkataster von Bayern

Der ehemalige Rittersitz wurde erstmals 1627 als Gut Vaistenhart bzw. Feistenhart erwähnt. Bereits 1509 wird Hart als Wohnsitz urkundlich. Das Gut war ein Erbgut des Hochstifts Regensburg. 1640 wurde und das Gut um einen Schlossanbau mit Schlosskapelle im Stil des barocken Landschloss von seinem damaligen Besitzer Jacob Hauser, Herr auf Eisendorf, Grafing und Mühldorf, kurfürstlicher Rat und Oberist und Pfleger zu Wasserburg am Inn, erweitert. 1683 wurde das Schloss mit seinem Besitz zum Edelmannsitz erhoben. Seitdem hatten die Besitzer die niedere Gerichtsbarkeit über einige Höfe im Umkreis inne.
Zum ehemaligen Herrensitz gehörte ein umfangreicher landwirtschaftlicher Betrieb. Zusätzlich war mit dem Besitz das Brau- und Wirtsrecht sowie die Ziegelbrenngerechtigkeit verbunden.
Ein alter Kupferstich von Michael Wening zeigt Schloss Hart im Jahre 1701. Da befand sich das Schloss im Besitz der Familie von Manteuffel, deren Familienwappen auf dem Stich dargestellt ist. Franz Freiherr von Manteuffel, kurbayerischer Rittmeister, erwarb den Besitz durch Heirat mit Johanna Maria Friederika Freiin Lidl von Bourbula, Witwe des Husaren Johann Baptist von Bourbula, der Hart 1687 von Albrecht Sigismund, Freisinger Bischof, erwarb.

## Begebenheiten

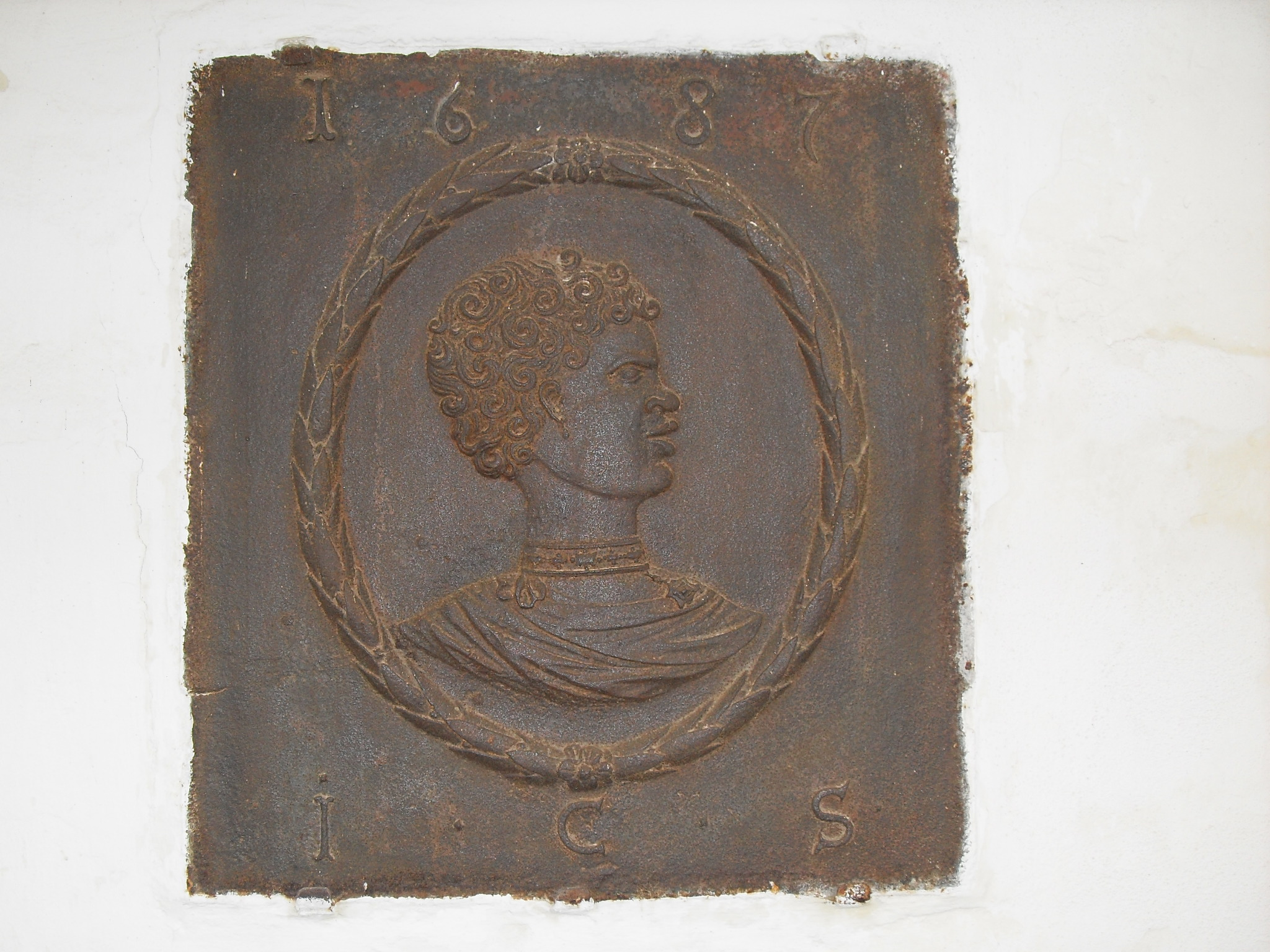
Innenhof, Detailː vermutlich Darstellung der jungen Johanna Maria v. Bourbula

Am 29. Oktober 1690 wurde eine 16-jährige Türkin in der Schlosskapelle vom Abt Joseph Mayr auf den Namen Maria Theresia getauft. Sie stammte vermutlich aus der Belagerung von Alba Regia und könnte als sogenannte Beutetürkin nach Kurbayern verbracht worden sein. Sie arbeitete und lebte fortan bei der Familie von Bourbula. Auf dem Schloss arbeitete und lebte ebenfalls der türkische Bedienstete des Baron Franz von Manteuffel, namens Johann. Bei diesem Johann dürfte es sich um den am 1. Oktober 1690 ebenfalls vom Abt Mayr getauften türkischen Knaben Johannes, genannt Wells, handeln, der zunächst in Diensten des Klosters stand. Im Februar 1704 wurde in der Klosterkirche zu Attel dessen illegitimes Kind, ebenfalls auf den Namen Johann, getauft.

Aufnahmen Schlossanlage
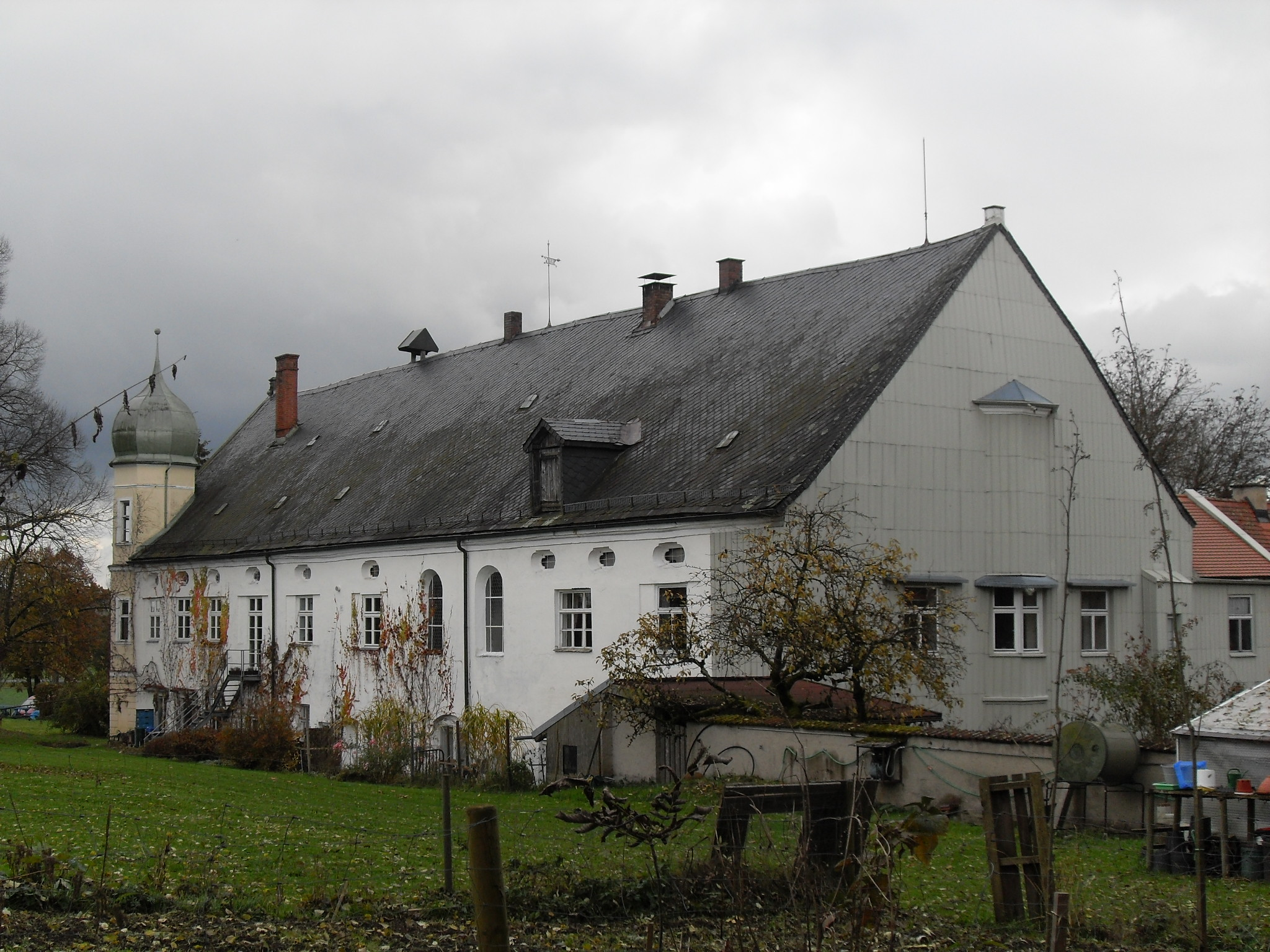
Gesamtansicht Haupthaus
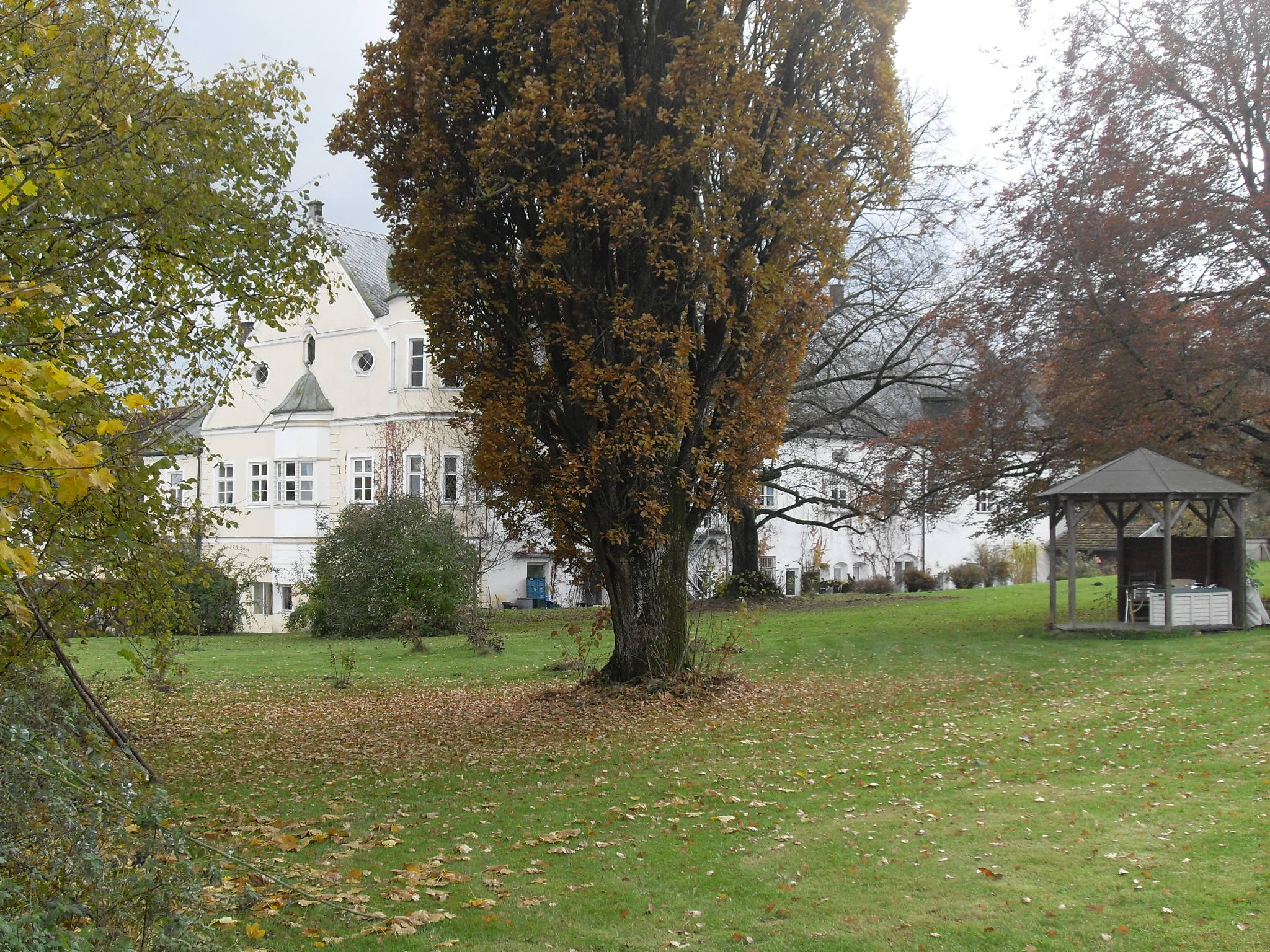
Freianlagen
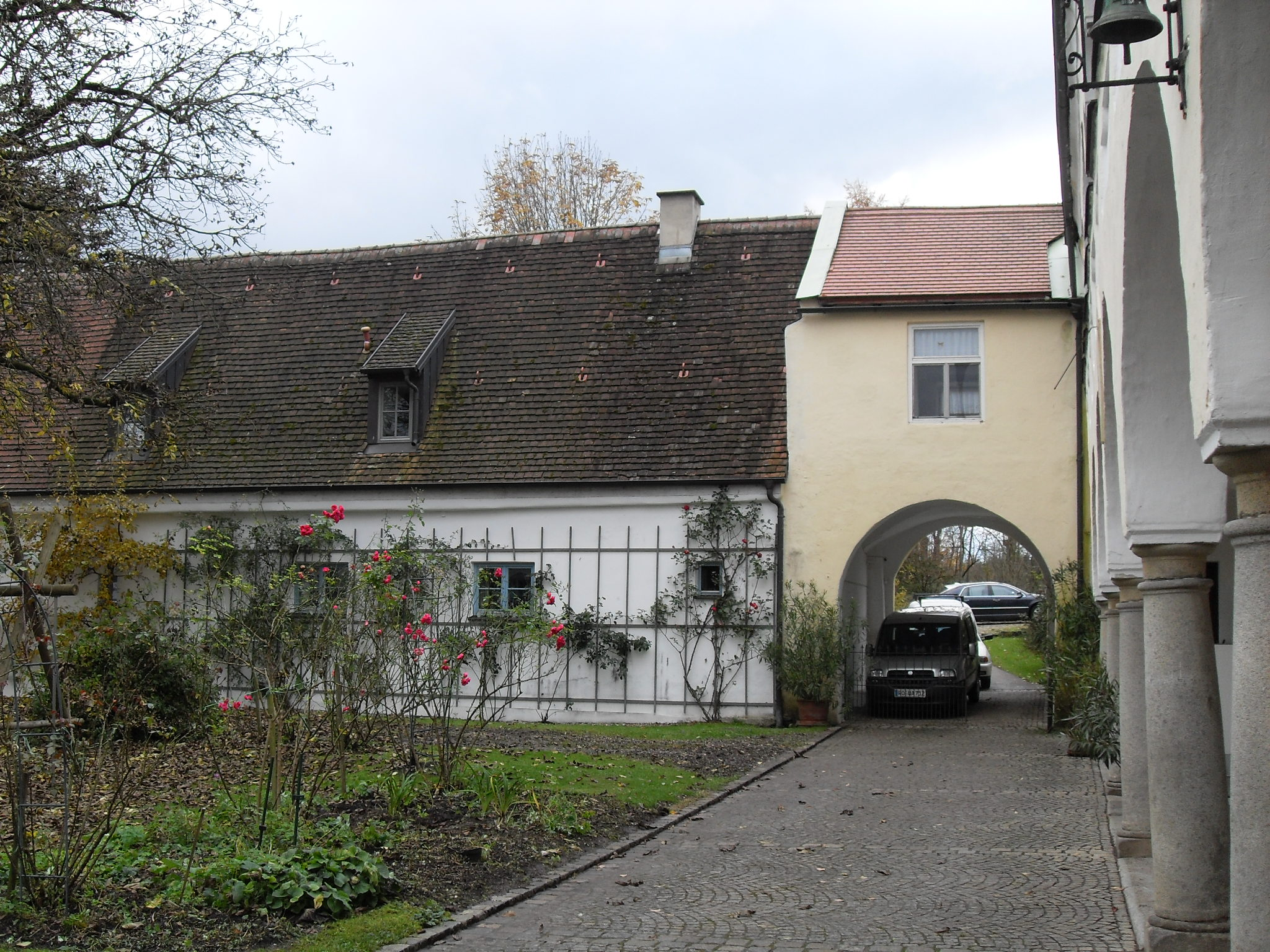
Innenhof mit Toransicht
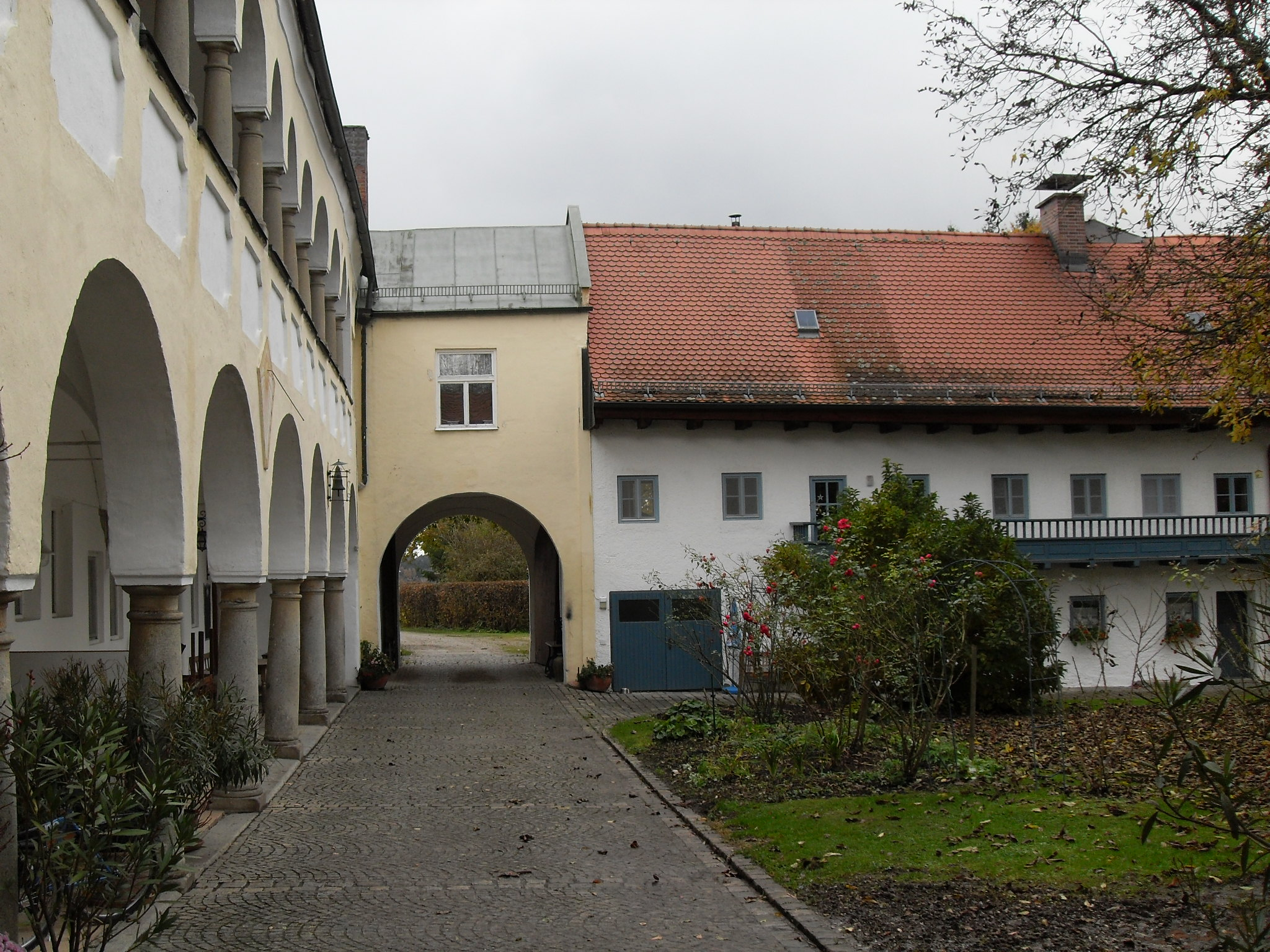
Innenhof mir Arkadenfassade

## Beschreibung
Bei dem Schloss handelt es sich um eine vierflügelige Anlage, mit einem zweigeschossigen Haupthaus als Putzbau mit Satteldach, östlichen Standerker und
dreigeschossigen oktogonalen Turm mit Zwiebelhaube an der Nordecke. Hofseitig eine zweigeschossige Arkade, im Obergeschoss befindet sich die Schlosskapelle aus dem Jahr 1677. Die ein- bis zweigeschossigen Wirtschaftsbereiche mit Satteldächern wurden als Putzbauten angebaut und umschließen den Innenhof dreiseitig. Um 1900 erfolgten bauliche Veränderungen, die Wirtschaftsgebäude sind durch Torbauten mit dem Haupthaus verbunden.

## Zeitgenössisches
Mehrfach wechselten das Schloss die zumeist adligen Besitzer. Im heutigen Schloss, das sich im Privatbesitz befindet, wird eine Gastwirtschaft mit regelmäßigen Veranstaltungen betrieben. Die barocke Schlosskapelle ist für die Öffentlichkeit nur nach vorheriger Anmeldung zu besichtigen. Sehenswert ist auch der Innenhof mit seinen Arkaden.